# Lista över sjöar i Nicaragua
Det här är en lista över sjöar i Nicaragua. Nicaragua har två stora insjöar, Nicaraguasjön och Managuasjön. Landet har också ett flertal kratersjöar, inklusive den vackra Laguna de Apoyo.
|  | Namn                           | Kommun(er)                                  | Departement                                  | Yta (km2) | möh | Utlopp            | Känd för                          |
|  | ------------------------------ | ------------------------------------------- | -------------------------------------------- | --------- | --- | ----------------- | --------------------------------- |
|  | Lago de Apanás                 | Jinotega                                    | Jinotega                                     | 46        | 955 | Río Tuma          | Vackra vyer Vattensport           |
|  | Laguna de Apoyeque             | Mateare                                     | Managua                                      | 2         | 41  | inget             | Kratersjö                         |
|  | Laguna de Apoyo                | Catarina San Juan de Oriente Diriá, Granada | Granada Masaya                               | 19        | 78  | inget             | Kratersjö Vackra vyer Vattensport |
|  | Laguna de Asososca             | Managua                                     | Managua                                      | 0.7       | 90  | inget             | Kratersjö Naturreservat           |
|  | Embalse Las Canoas             | Teustepe Tipitapa                           | Boaco Managua                                | 11        | 110 | Río Malacatoya    | Jaguarciklid                      |
|  | Laguna de Cosigüina            | El Viejo                                    | Chinandega                                   | 1         | 170 | inget             | Kratersjö                         |
|  | Managuasjön (Lago Xolotlán)    | 8                                           | León Managua                                 | 1 051     | 39  | Río Tipitapa      | Momotombito                       |
|  | Masayasjön                     | Nindirí, Masaya Nandasmo Masatepe           | Masaya                                       | 9         | 135 | inget             | Kratersjö Ciklider                |
|  | Laguna de Moyuá                | Ciudad Darío                                | Matagalpa                                    | 5         | 420 | Quebrada El Moyuá | Nahuatempel                       |
|  | Laguna de Nejapa               | Managua                                     | Managua                                      | 0.2       |     | inget             | Kratersjö                         |
|  | Nicaraguasjön (Lago Cocibolca) | 15                                          | Rivas, Granada Boaco, Chontales Río San Juan | 7 767     | 31  | Río San Juan      | Ometepe Tjurhaj                   |
|  | Laguna de Ñocarime             | Buenos Aires Potosí                         | Rivas                                        | 6         | 31  | Nicaraguasjön     | Tropisk bengädda                  |
|  | Pärllagunen                    | Laguna de Perlas                            | Costa Caribe Sur                             | 506       | 0   | Karibiska havet   | Fågelliv                          |
|  | Laguna de Tiscapa              | Managua                                     | Managua                                      | 0.1       | 85  | inget             | Fontän Kratersjö Palacio Loma     |
|  | Laguna de Tisma                | Tisma Granada                               | Masaya Granada                               | 14        | 31  | Río Tipitapa      | Våtmarker Fågelskådning Fiske     |
|  | Laguna de Xiloá                | Mateare                                     | Managua                                      | 4         | 50  | inget             | Kratersjö Ciklider Badplats       |